# Тель-Авив — Савидор Мерказ
Тель-Авив — Савидор Мерказ (ивр. תחנת הרכבת תל אביב – סבידור מרכז‎) — центральная железнодорожная станция Тель-Авива (Израиль). Является крупнейшей и старейшей станцией города. Находится на улице Аль-Парашат-Драхим 10.

## История
Названа в честь Менахема Савидора (1917—1988), занимавшего в 1954—1964 годах должность генерального директора Ракевет Исраэль, а затем члена Кнессета и спикера Кнессета. Савидор открыл центральную станцию Тель-Авива вскоре после того, как вступил в должность, и умер через несколько месяцев после того, как станция была вновь открыта после реконструкции.
В среднем пассажиропоток достигает около 50 тысяч человек в сутки. Площадь терминала — более тысячи квадратных метров. Вокзал связывает станцию с мостом Модаи, имеет выход к комплексу Алмазной биржи в Рамат-Гане и в северные районы Тель-Авива.
Рядом расположена автобусная станция «Терминал 2000» (также известная как Савидор или Арлозоров).